# Sandra Alcázar
Sandra Alcázar Álvarez (La Paz, 24 de junio de 1985) es una ex reina de belleza, modelo y presentadora de televisión boliviana. Fue Miss La Paz 2005 y tercera finalista en el Miss Bolivia 2005.

## Biografía
Sandra Alcázar nació el 24 de junio de 1985 en la ciudad de La Paz. Su padre es el escritor y general de ejército jubilado Luis Fernando Alcázar, quien el año 2011 se desempeñaría como comandante del Colegio Militar del Ejército de Bolivia.
Desde muy niña, debido al trabajo de su padre, se trasladó a vivir a Guayaramerín en el Departamento del Beni. Sandra comenzaría sus estudios primarios en aquella localidad el año 1993. Años después se trasladó nuevamente a la ciudad de La Paz, donde en 2002 comenzó sus estudios secundarios, saliendo bachiller el año 2005 de la Unidad Educativa del Ejército de su ciudad natal.

### Miss La Paz 2005
A sus 20 años participa en el certamen de belleza "Miss La Paz", en donde salió elegida como Miss La Paz 2005. Acompañándole a ella, saldría elegida también Daniela Nava como "Señorita La Paz 2005". Ambas candidatas paceñas participarían en el Miss Bolivia de ese año, en cuyo certamen saldría ganadora la presentadora de TV Desiree Durán, coronándose como Miss Bolivia 2005.

### Carrera Televisiva
Su ingreso a la televisión fue en la cadena televisiva Red Uno como coconductora en el programa Top Uno junto a Rodrigo Zelaya, para luego pasar al programa Cine Mundo junto a Ricardo Torres Garay.
El 4 de febrero de 2013, ingresó al programa Pura vida enviando notas desde la ciudad de La Paz hacia Santa Cruz de la Sierra. El 11 de marzo de 2015, Sandra Alcázar dejó el programa Pura Vida.
En septiembre de 2015 ingresó a trabajar al programa matutino El Mañanero de la ciudad de La Paz junto a Asbel Valenzuela, Juan Carlos Monrroy y María Delgado. También formó parte del programa de juegos Juga2.
Se incorpora a ATB en septiembre de 2019 y nuevamente renuncia en diciembre de 2020. Actualmente está en Unitel como coconductora del programa matutino "La Revista".

### Matrimonio
El 4 de septiembre de 2021 y a sus 36 años de edad, Sandra Alcázar contrajo matrimonio con el piloto civil Claudio Mendoza en la Catedral Castrense ubicado en la Zona Sur de la ciudad de La Paz, se separó de su esposo, casi 1 año después de su publicitado matrimonio.